# 龚会才
龚会才（1968年9月—），男性，汉族，中共党员，四川宣汉人，中华人民共和国政治人物。现任西藏自治区党委常委、秘书长。

## 生平
1987年，龚会才考入西藏大学语文系，1990年从该校毕业并获得学士学位，进入拉萨市人大常委会任职；2006年，出任拉萨市人民政府秘书长。2010年，升任拉萨市人民政府副市长；并自2012年初起兼任同市公安局局长；同年10月，升任中共拉萨市委常委，尚兼任西藏自治区公安厅党委委员、副厅长。2013年6月，龚会才转任中共那曲地委副书记、政法委书记兼公安处党组书记。
2016年，龚会才回到拉萨，出任中共西藏自治区纪委副书记；并在2016年11月、2021年11月的西藏自治区党代会上连任此职务。2022年4月，龚会才接替已经出任中共拉萨市委书记的普布顿珠，担任中共昌都市委书记。2023年1月，龚会才当选为西藏自治区人民政府副主席，并继续兼任中共昌都市委书记。2024年7月，升任中共西藏自治区党委常委、秘书长，不再兼任西藏自治区人民政府副主席。